# Maigret e l'ispettore scontroso
Maigret e l'ispettore scontroso (titolo originale in francese Maigret et l'inspecteur malchanceux, e successivamente Maigret et l'Inspecteur Malgracieux), uscito in traduzione italiana anche con i titoli Questa notte a Parigi, L'ispettore bilioso, L'ispettore sgarbato e Maigret e l'ispettore scorbutico, è un racconto di Georges Simenon con protagonista il personaggio del commissario Maigret.
La parola malchanceux (sfortunato) fu una svista di un linotipista, che fece arrabbiare Simenon. Dall'edizione 1956 venne ripristinata la parola "malgracieux" (scortese) come voluto dall'autore.
Il racconto fu scritto a Sainte-Marguerite-du-Lac-Masson (Québec), Canada, il 5 maggio 1946.

## Trama
L'apparente suicidio di un commerciante di preziosi ne ricorda molto un altro, la cui strana dinamica solo Maigret e pochi altri della cerchia dei suoi collaboratori possono conoscere, in quanto la notizia non apparve sulla stampa. L'indagine viene affidata all'ispettore Lognon, noto per le sue vicissitudini familiari e di salute, che lo hanno reso diffidente e poco socievole. Fra una cognata della vittima molto addolorata e una moglie gelida e indifferente, Maigret, molto interessato al caso, la cui somiglianza con il precedente non ritiene trattarsi di una coincidenza, dirigerà di fatto le indagini, ma riuscendo a non urtare la suscettibilità dello sfortunato ispettore, a cui verrà lasciato il merito ufficiale del buon esito dell'inchiesta.

## Edizioni
In francese fu pubblicato per la prima volta nel 1947 presso le edizioni Presses de la Cité, come primo di una breve raccolta omonima.
In italiano il racconto è uscito per la prima volta nel 1959 come L'ispettore bilioso, nella traduzione di Roberto Cantini, in La pipa di Maigret, nella collana Mondadori “Girasole” (n° 128) e, nello stesso anno, con il titolo Questa notte a Parigi, nella collana “Capolavori Gialli” (n° 112-3), sempre per Mondadori. In seguito è stato pubblicato nella collana “Romanzi di Simenon” (n° 202), ivi, 1962, e come L'ispettore sgarbato nella raccolta Maigret e i poveri diavoli, nella collana “Le inchieste del commissario Maigret” (n° 20), ivi 1966. Successivamente è uscito come Maigret e l'ispettore scontroso, nella traduzione di Gian Franco Orsi, nella collana “Inverno Giallo”, ivi, 1975. Nel 2014 come Maigret e l'ispettore Scorbutico, terzo racconto della raccolta La pipa di Maigret e altri racconti, per la traduzione di Marina Di Leo, presso Adelphi (parte della collana "gli Adelphi", al n° 466).

## Opere derivate
Il racconto è stato adattato per la televisione almeno tre volte:
- Episodio dal titolo Inspector Lognon's Triumph, facente parte della serie televisiva Maigret per la regia di John Harrison, trasmesso per la prima volta sulla BBC il 20 novembre 1961, con Rupert Davies nel ruolo del commissario Maigret.
- Episodio dal titolo Maigret e l'ispettore sfortunato (traduzione letterale della prima versione francese) della terza stagione della serie Le inchieste del commissario Maigret, per la regia di Mario Landi, con Gino Cervi e la partecipazione di Antonio Battistella e Ileana Ghione, trasmesso per la prima volta il 9 luglio 1968.
- Episodio dal titolo Maigret et l'Inspecteur Malgracieux, facente parte della serie televisiva Les enquêtes du commissaire Maigret per la regia di Philippe Laik, trasmesso per la prima volta su Antenne 2 il 15 maggio 1988, con Jean Richard nel ruolo del commissario Maigret.

La RAI nel 1985 ha trasmesso su Radiouno un adattamento radiofonico dal titolo Maigret e l'ispettore frustrato, con Alberto Lionello nel ruolo del commissario..